# Retábulo do Santíssimo Sacramento (Bouts)
Retábulo do Santíssimo Sacramento ou Tríptico da Última Ceia é um tríptico dobrável datado de 1464-1468 com pelo menos cinco pinturas de painel atribuídas a Dieric Bouts, agora remontado e mantido em seu local de origem na capela do coro oriental da Igreja de São Pedro, Lovaina, Bélgica.

## Temática
A Última Ceia, muito retratada na arte cristã foi a última refeição que, de acordo com os cristãos, Jesus dividiu com seus apóstolos em Jerusalém antes de sua crucificação. Ela é a base escritural para a instituição da Eucaristia, também conhecida como "Comunhão". A Última Ceia foi relatada pelos quatro evangelhos canônicos em Mateus 26:17–30, Marcos 14:12–26, Lucas 22:7–39 e João 13:1 até João 17:26. Além disso, ela aparece também em I Coríntios 11:23–26. O evento é comemorado na chamada Quinta-feira Santa.

## Descrição
Max Friedländer descreve o retábulo como "um painel central mostrando a Última Ceia (...) e outras quatro fotos, que compõem o interior das persianas, em camadas de dois. Ao mesmo tempo, essas persianas presumivelmente carregavam pinturas do lado de fora também, mas delas nada é preservado .